# Young Hearts
Young Hearts es una película belga-neerlandesa de drama y coming-of-age de 2024, escrita y dirigida por Anthony Schatteman en su debut como director de largometrajes. La película narra la historia de Elías, un chico de 14 años, que se enamora de Alexander, su nuevo vecino de la misma edad.
La coproducción fue seleccionada para la sección Generation Kplus en la 74.ª edición del Festival Internacional de Cine de Berlín, donde tuvo su estreno mundial el 17 de febrero y compitió por el Oso de oro a la Mejor Película.

## Sinopsis
Elías, un chico normal de 14 años de la campiña belga, entabla una amistad con su nuevo vecino, Alexander, un niño seguro de sí mismo y obstinado de Bruselas. A medida que ambos se van acercando, Alexander le revela que estuvo enamorado de un chico y le pregunta a Elías si alguna vez ha experimentado el verdadero amor, una pregunta que permanece en su mente.
Por primera vez, Elías empieza a comprender la profundidad de sus sentimientos al comenzar a enamorarse de Alexander. Sin embargo, abrumado por el miedo al juicio y al rechazo, Elías niega sus emociones, distanciándose de sus amigos, su familia y de Alexander para ocultar su verdad. Consumido por la soledad y el arrepentimiento, Elías lucha con el peso de sus decisiones.
Una conversación sincera con su abuelo, quien le cuenta la historia de su amor duradero por su difunta esposa, inspira a Elías a enfrentar sus miedos. Al darse cuenta de que el amor es demasiado valioso como para dejarlo escapar, reúne el valor necesario para reconciliarse con Alexander, dando un paso valiente hacia la aceptación de sus sentimientos y la posibilidad de vivir el amor.

## Elenco
- Lou Goossens como Elías
- Marius De Saeger como Alexander

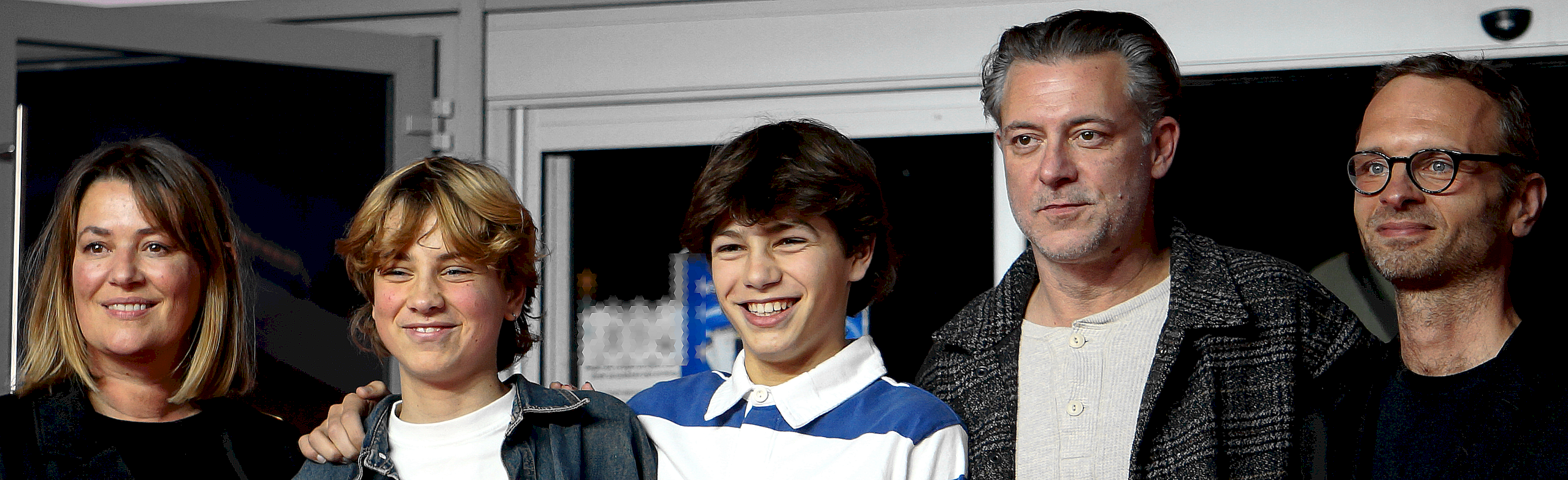
Elenco principal de la película en el Festival de Cine de Gante en 2024.

- Geert Van Rampelberg como Luk (padre de Elías)
- Emilie De Roo como Nathalie (madre de Elías)
- Dirk Van Dijck como Fred (abuelo de Elías)
- Saar Rogiers como Valerie (amiga de Alexander y novia/amiga de Elías)
- Jul Goossens como Maxime (hermano de Elías)
- Wim Opbrouck como tío Tony (tío de Alexander)
- Florence Hebbelynck como tía Pia (tía de Alexander)
- Olivier Englebert como Marc (padre de Alexander)
- LaDiva en vivo como La Diva (cantante drag en Bruselas)

## Producción
Es el primer largometraje dirigido por Anthony Schatteman y cuenta con Lou Goossens y Marius De Saeger en los papeles principales. Geert Van Rampelberg, Emilie De Roo y Dirk Van Dyck desempeñan roles secundarios. La película fue producida por Polar Bear, en coproducción con la productora belga Kwassa Films y la neerlandesa Family Affair Films.
El desarrollo de la película comenzó en 2019 y se extendió a lo largo de cuatro años. La producción fue anunciada oficialmente por Anthony Schatteman en una publicación de Facebook el 31 de mayo de 2022. El equipo de producción dedicó seis meses a buscar locaciones adecuadas para el rodaje. Los cástines abiertos comenzaron el 20 de septiembre de 2022, con un enfoque en seleccionar a chicos de entre 11 y 18 años para los papeles principales. Anthony Schatteman, junto con su mejor amigo y Director Infantil de la película, Oliver Roels, evaluaron más de 1 500 audiciones. Marius De Saeger fue el primer actor elegido, ya que su personalidad y vida personal encajaban perfectamente con el personaje de Alexander. Posteriormente, Lou Goossens fue seleccionado para interpretar a Elías debido a su conexión natural con De Saeger y las similitudes entre su vida personal y la del personaje. El rodaje comenzó en agosto de 2023 y se completó en un período de 28 días.
La narrativa se inspira profundamente en la juventud y experiencias personales de Schatteman. En una entrevista para el Premio Teddy, describió la cinta como «la película que necesitaba o quería ver» durante su adolescencia. El director buscó crear una historia universal sobre el paso a la adultez que pudiera resonar con espectadores de todas las edades. Destacó el enfoque romántico de la película, inspirado en su propia vida, y su intención de provocar emociones intensas. La historia aborda temas como la identidad, el autodescubrimiento y los desafíos de crecer.

## Lanzamiento
Young Hearts tuvo su estreno mundial el 17 de febrero de 2024, como parte de la sección Generation Kplus en la 74.ª edición del Festival Internacional de Cine de Berlín. En mayo, se proyectó en el 50.º Festival Internacional de Cine de Seattle y en la sección Cannes Écrans Juniors del 77.º Festival de Cannes el día 22. Su estreno en Canadá se llevó a cabo el 28 de mayo de 2024, durante la Gala Central del Festival de Cine y Video Inside Out.
También formó parte de la Competencia Internacional de Largometrajes en la categoría juvenil el 2 de junio de 2024, durante la 64.ª edición del Festival de Cine de Zlín, conocido como el Festival Internacional de Cine para Niños y Jóvenes, celebrado en la República Checa. Además, la película compitió por el premio al Mejor Largometraje en el Iris Prize y se proyectó el 10 de octubre de 2024.
La película se estrenó en los cines de Bélgica el 18 de diciembre de 2024, distribuida por Kinepolis Film Distribution, y llegó a los cines de los Países Bajos el 19 de diciembre de 2024. Aunque se estima su estreno mundial a principios de 2025, el guionista y director Anthony Schatteman reveló en una entrevista que su lanzamiento en Estados Unidos está programado para el 14 de febrero de 2025.

## Recepción
Aurore Engelen, en su reseña para Cineuropa en Berlinale, escribió: «Young Hearts es una auténtica historia de crecimiento personal que enriquece el mundo del cine familiar con una hermosa historia de amor queer». Catherine Bray, en Variety, elogió la actuación de Lou Goossens, destacando su naturalidad y su capacidad para transmitir las sutilezas del conflicto interior, a pesar de su juventud. También destacó la dirección de Anthony Schatteman, comentando que «su enfoque es calmado y seguro de una manera que no siempre se ve en los debuts». Concluyó su reseña diciendo: «Young Hearts, aunque más suave y menos emotiva a nivel superficial, se beneficia de una honestidad emocional genuina que le sirve bien».
Hayley Croke, reseñando en Berlinale para Loud And Clear Reviews, otorgó 3.5 estrellas y escribió: «Young Hearts captura hermosamente lo que es tener tu primer amor en toda su intensidad». Croke concluyó: «Aunque es una historia de amor, Young Hearts realmente habla sobre el proceso de descubrirse a uno mismo siendo joven y las decisiones que hay que tomar en la búsqueda de tu identidad». Amber Wilkinson, reseñando en Berlinale para Eye For Film, también le dio 3.5 estrellas y escribió: «Este drama de crecimiento personal aborda con delicadeza las inseguridades que experimenta un adolescente mientras explora su sexualidad». Wilkinson opinó: «Tal vez sea un poco sentimental en algunos momentos, pero el corazón de la película de Anthony Schatteman está en el lugar correcto».
Laslo Rojas Contreras, reseñando en Berlinale para Cinencuentro: «Young Hearts es una película que ofrece una visión positiva sobre las relaciones gay y trata de desafiar los estereotipos y prejuicios que aún existen en la sociedad, aunque tal vez lo haga de una forma demasiado ligera para los tiempos actuales». Finalmente, Alexa Dalby, para Dog and Wolf en Berlinale, le dio 3 estrellas y escribió: «Las actuaciones de los chicos son sobresalientes». Al final, Dalby se preguntó: «¿Cuánto influyó en la película la canción disco de 1976 "Young Hearts Run Free" de Candi Staton?»

## Reconocimientos
La película fue seleccionada en la sección Generation Kplus del 74.º Festival Internacional de Cine de Berlín, por lo que fue nominada para competir por el Oso de Cristal.
| Premio                                                       | Fecha                    | Categoría                                                                     | Receptor           | Resultado | Ref.          |
| ------------------------------------------------------------ | ------------------------ | ----------------------------------------------------------------------------- | ------------------ | --------- | ------------- |
| Festival Internacional de Cine de Berlín                     | 25 de febrero de 2024    | Children's Jury Generation Kplus: Mención especial                            | Anthony Schatteman | Ganador   | [ 24 ] [ 25 ] |
| Festival Internacional de Cine de Berlín                     | 25 de febrero de 2024    | Premio Teddy a la mejor película                                              | Anthony Schatteman | Nominado  | [ 26 ]        |
| Freiburg Gay Film Festival                                   | 8 de mayo de 2024        | Premio del público 2024                                                       | Anthony Schatteman | Ganador   | [ 27 ]        |
| Festival Internacional de Cine de Seattle                    | 19 de mayo de 2024       | Concurso de Nuevos Directores del SIFF 2024: Mención especial del jurado      | Anthony Schatteman | Ganador   | [ 28 ]        |
| Festival Internacional de Cine de Seattle                    | 19 de mayo de 2024       | Presentación Futurewave del SIFF 2024                                         | Anthony Schatteman | Nominado  | [ 28 ]        |
| Festival de Cannes                                           | 24 de mayo de 2024       | Premio Cannes Écrans Juniors para estudiantes de secundaria                   | Anthony Schatteman | Ganador   | [ 29 ]        |
| Inside Out Film and Video Festival                           | 1 de junio de 2024       | Rendimiento excepcional                                                       | Lou Goossens       | Ganador   | [ 30 ]        |
| Zlín Film Festival                                           | 5 de junio de 2024       | Golden Slippers de Oro a la mejor película para adolescentes                  | Anthony Schatteman | Ganador   | [ 31 ]        |
| Zlín Film Festival                                           | 5 de junio de 2024       | Premio Golden Apple a la elección del público                                 | Anthony Schatteman | Ganador   | [ 31 ]        |
| Connecticut LGBTQ Film Festival                              | 3 de julio de 2024       | Premio del director                                                           | Anthony Schatteman | Ganador   | [ 32 ]        |
| Les Ciné-Rencontres de Prades Festival                       | 25 de julio de 2024      | Premio del Público Sólveig Anspach                                            | Anthony Schatteman | Ganador   | [ 33 ]        |
| Long Beach QFilm Festival                                    | 12 de septiembre de 2024 | Mejor característica                                                          | Anthony Schatteman | Ganador   | [ 34 ]        |
| Long Beach QFilm Festival                                    | 12 de septiembre de 2024 | Mejor rendimiento                                                             | Lou Goossens       | Ganador   | [ 34 ]        |
| FilmOut San Diego LGBTQ Film Festival                        | 26 de septiembre de 2024 | Mejor largometraje internacional                                              | Anthony Schatteman | Ganador   | [ 35 ]        |
| FilmOut San Diego LGBTQ Film Festival                        | 26 de septiembre de 2024 | Talento Emergente Destacado                                                   | Lou Goossens       | Ganador   | [ 35 ]        |
| Oslo/Fusion International Film Festival                      | 30 de septiembre de 2024 | Mejor largometraje narrativo                                                  | Anthony Schatteman | Ganador   | [ 36 ]        |
| Out on Film                                                  | 7 de octubre de 2024     | Premio del Jurado al Mejor Largometraje Narrativo                             | Anthony Schatteman | Ganador   | [ 37 ]        |
| Out on Film                                                  | 7 de octubre de 2024     | Premio del Jurado a la Mejor Ópera Prima                                      | Anthony Schatteman | Ganador   | [ 37 ]        |
| Out on Film                                                  | 7 de octubre de 2024     | Premio del público a la mejor película                                        | Anthony Schatteman | Nominado  | [ 37 ]        |
| Out on Film                                                  | 7 de octubre de 2024     | Premio del público al mejor largometraje                                      | Anthony Schatteman | Ganador   | [ 37 ]        |
| OUT at the Movies International Film Festival                | 9 de octubre de 2024     | Ganador del Premio del Público a la Mejor Película Narrativa                  | Anthony Schatteman | Ganador   | [ 38 ]        |
| OUT at the Movies International Film Festival                | 9 de octubre de 2024     | Ganador del premio del jurado a la mejor película narrativa                   | Anthony Schatteman | Ganador   | [ 38 ]        |
| OUT at the Movies International Film Festival                | 9 de octubre de 2024     | Ganador del premio del jurado a la mejor interpretación en un papel principal | Lou Goossens       | Ganador   | [ 38 ]        |
| Junges Film Festival Köln/Cinepänz                           | 12 de octubre de 2024    | Premio del jurado a adolescentes a la mejor película                          | Anthony Schatteman | Ganador   | [ 39 ]        |
| Iris Prize                                                   | 19 de octubre de 2024    | Premio Iris al mejor largometraje                                             | Anthony Schatteman | Ganador   | [ 40 ]        |
| Iris Prize                                                   | 19 de octubre de 2024    | Mejor interpretación en un papel masculino                                    | Lou Goossens       | Ganador   | [ 40 ]        |
| Reeling: The Chicago LGBTQ+ International Film Festival      | 22 de octubre de 2024    | Premio del Jurado al Mejor Largometraje Narrativo                             | Anthony Schatteman | Nominado  | [ 41 ]        |
| Reeling: The Chicago LGBTQ+ International Film Festival      | 22 de octubre de 2024    | Premio del público al mejor largometraje narrativo                            | Anthony Schatteman | Ganador   | [ 41 ]        |
| New York Lesbian, Gay, Bisexual, & Transgender Film Festival | 25 de octubre de 2024    | Mejor largometraje internacional                                              | Anthony Schatteman | Nominado  | [ 42 ]        |
| New York Lesbian, Gay, Bisexual, & Transgender Film Festival | 25 de octubre de 2024    | Mención especial por desempeño                                                | Lou Goossens       | Ganador   | [ 42 ]        |
| Montclair Film Festival                                      | 27 de octubre de 2024    | Premios del público al cine mundial                                           | Young Hearts       | Ganador   | [ 43 ] [ 44 ] |
| Ale Kino! International Young Audience Film Festival         | 2 de diciembre de 2024   | Premio ECFA al mejor largometraje infantil                                    | Anthony Schatteman | Ganador   | [ 45 ]        |
| Magritte Awards                                              | 22 de febrero de 2025    | Actor más prometedor                                                          | Lou Goossens       | Nominado  | [ 46 ]        |
| Magritte Awards                                              | 22 de febrero de 2025    | Mejor película flamenca                                                       | Young Hearts       | Nominado  | [ 46 ]        |
| Luxembourg City Film Festival                                | 16 de marzo de 2025      | Mención especial                                                              | Young Hearts       | Ganador   | [ 47 ]        |